# Jessica Davenport
Jessica Davenport es una jugadora de baloncesto, nacida el 24 de junio de 1985, y debido a su gran altura, 1,96 m, juega como pívot en el Indiana Fever de la WNBA. Anteriormente jugó en el equipo de baloncesto femenino de la Universidad de Ohio.
Fue integrante de la Selección femenina de baloncesto de Estados Unidos en 2005 y 2006. Davenport quedó en el segundo lugar en la clasificación general con los San Antonio Silver Stars del Draft de la WNBA 2007. Inmediatamente después, se negoció el traspaso al New York Liberty, junto con las Estrellas de Plata 2008 en la primera ronda del draft a cambio de Becky Hammon y la segunda ronda de selección del Liberty en 2008. En los primeros cinco partidos en el Liberty, desarrolló una reputación como anotadora consistente y fuerte presencia en el poste.
Al inicio de la temporada 2009, Jessica Davenport fichó por el Indiana Fever como sustituta de la lesionada Yolanda Griffith.
Davenport ha expresado su deseo de dedicarse al mundo comercial una vez terminada su carrera en el baloncesto.
- Datos: Q275774